# Marie Noëlle
Marie-Noëlle est une réalisatrice et scénariste française.

## Biographie
Marie-Noëlle Sehr est réalisatrice, scénariste, productrice et monteuse,. Son mari est le réalisateur allemand Peter Sehr, mort en 2013. Elle reçoit en 2017 le prix des collégiens du Festival international du film de fiction historique (FIFFH) pour Marie Curie,.

## Filmographie

### Actrice
- 1997 : Picasso in München

### Scénariste
- 1991 : The serbian girl avec son mari Peter Sehr.
- 1995 : Je me raconte un homme
- 1997 : Obsession/Berlin Niagara avec son mari Peter Sehr.
- 2000 : U-Store it, U-Lock it, U-keep the key
- 2001 : Love the Hard Way (en) avec son mari Peter Sehr et Shuo Wang.
- 2008 : La Femme de l'anarchiste avec son mari Peter Sehr.
- 2012 : Ludwig II. avec son mari Peter Sehr.
- 2016 : Marie Curie[5],[6].
- 2021 : Dürer
- 2022 : Vogeler

### Réalisatrice
- 1991 : The serbian girl avec son mari Peter Sehr.
- 1995 : Je me raconte un homme
- 1997 : Obsession/Berlin Niagara avec son mari Peter Sehr.
- 2000 : U-Store it, U-Lock it, U-keep the key
- 2001 : Love the Hard Way (en) avec son mari Peter Sehr et Shuo Wang.
- 2008 : La Femme de l'anarchiste avec son mari Peter Sehr.
- 2012 : Ludwig II. avec son mari Peter Sehr.
- 2016 : Marie Curie
- 2021 : Dürer
- 2022 : Vogeler

## Publications

### Romans
- Les Bâillements de l'hippopotame
- Arwagar